# Josep Maria Martí i Bonet
Josep Maria Martí i Bonet (Tarrasa, 1937) es un sacerdote e historiador español. Es el delegado episcopal del Patrimonio Cultural del Arzobispado de Barcelona y, como tal, director del Archivo Diocesano de Barcelona, de la Biblioteca Pública Episcopal de Barcelona y del Museo Diocesano de Barcelona.
Se doctoró en historia eclesiástica por la Pontificia Universidad Gregoriana de Roma y se diplomó en paleografía, diplomática y archivística, estudió Filosofía y Humanidades en el Seminario de Barcelona (1949- 1957), y se licenció en Teología por la Universidad Pontificia de Salamanca (1962) . Ha sido profesor en la Facultad de Teología de Cataluña y en 1972 fue nombrado director de la Biblioteca Pública Episcopal y del Archivo Diocesano de Barcelona, en los que ha realizado una importante labor de mordernización y de fomento de la investigación. Ha sido organizador y comisario de la exposición Mil·lenum. En 1990 recibió el Premio Cruz de San Jorge.

## Cargos
También es miembro del consejo ejecutivo de la Junta de Museos de Cataluña, miembro del consejo redactor Analecta Sacra Tarraconensis, presidente de la Fundación Sanabre de Barcelona, miembro del Instituto Eclesiástico de Historia de Roma desde 1972 y del Instituto Amatller de Arte Hispánico desde 1990. Conservador y arcipreste de la Catedral de Barcelona. Desde 2011 es miembro vitalicio del Centro de Arte Contemporáneo de la Rectoría de San Pedro de Vilamajor.
Ha sido secretario (1981- 1985) y presidente (1985- 2001) de la Asociación de Archiveros de la Iglesia en España. Entre los años 1984 y 1986 fue miembro de la Comisión asesora de Archivos de la Generalidad, y del Consejo de Cultura de Cataluña (1981- 1983). Miembro de la Comisión Mixta Estado español e Iglesia (1983- 1987) y del Patronato del Monasterio de Sant Cugat (1986- 2004). Miembro del Consejo de redacción de las revistas Hispania Sacra (1985- 1991) y Taüll. Y miembro de la Fundación Soler y Palet de Tarrasa (1973- 1980) y de la Junta de Museos de Tarrasa (1978- 1979). En el 1992 fue Comisario de la Sección de Arte del Pabellón de Cataluña de la Exposición Universal de Sevilla.

## Actividad profesional
Después de sus estudios en la Universidad Pontificia de Salamanca fue profesor y superior del Seminario Menor de Barcelona (1962- 1966). Del 1972 hasta el año 2004 fue profesor de metodología e historia de la Iglesia en la Facultad de Teología en Cataluña; desde el 1985 es profesor de historia de la Iglesia en el Instituto Superior de Ciencias religiosas de Barcelona; fue profesor de la Escuela de Documentalistas de Madrid entre el 1985 y 1989 y del máster en Archivística en las universidades de Barcelona y Madrid entre 1988 y 1990.
En el año 1972 inició la remodelación del Archivo Diocesano de Barcelona y de la Biblioteca Episcopal. En el 1975 propuso, bajo la dirección de la Secretaría del Episcopado Español, el cambio de formularios de los libros sacramentales, la Conferencia Episcopal Española y la Tarraconense aceptaron oficialmente estos formularios (en catalán, castellano y eusquera) adaptados a la informática y la microfilmación. El 1981 inició la organización del Archivo de la Conferencia Episcopal Española. 
Entre los años 1995 y 2004 colaboró en las tareas de restauración de la iglesia de San Pedro de Tarrasa. Desde el 1998 promueve, junto con el Dr. J. Guiteras, el plan de remodelación y restauración de la catedral de Barcelona y también la restauración de la iglesia de Santa María del Pino, la basílica de los Santos Justo y Pastor y la restauración de la basílica de Santa María del Mar, en Barcelona.
El año 1989 inició, con la colaboración de Blanca Montobbio y Pere Jordi Figuerola, la catalogación del Museo Diocesano y al mismo tiempo la remodelación del edificio de la Pia Almoina para la definitiva instalación del Museo Diocesano de Barcelona. Como director de este museo ha impulsado dos centenares de exposiciones, de las que destacan: Thesaurus (1985), Millenum (1989), Splendor Vallès I y II (1991, 1992), la serie Selecta  que consta de siete ediciones (1991- 1996), Scripturaria los libros y documentos a lo largo de la historia (2001), Gaudí el hombre y su obra (2002), Modigliani al corazón de París (2004), La mujer del cuadro (2007), Albéniz (2009), Gustave Courbet entre naturaleza y pintura (2010), Art Coiffure: The Raffael Pages Collection (2010), La Biblia palabra e imagen (2011). De todas ellas ha participado en sus respectivos catálogos.

## Distinciones
Posee varios premios de los cuales hay que destacar: 
- Terrassenc del año (1978)
- Premio Sant Ramon de Penyafort de Villafranca del Panadés (1984)
- Socio de honor de los Amigos de los Gozos (1984)
- Medalla de oro de los Amigos de los Museos de Cataluña (1986)
- Cruz de Sant Jordi (1990)
- Premio Palau – Investigación Científica (1993)
- Medallas de oro de los anticuarios y coleccionistas de Cataluña (1994)
- Medalla de oro del Centro Filatélico de Cataluña (1997)
- Académico de honor de la Real Academia Catalana de Bellas Artes de San Jorge (2010)

## Obras
El Dr. Josep M. Martí Bonet ha escrito una amplia bibliografía sobre arte e historia de la Iglesia de las que destacaremos estas:
- Evolució paleogràfica del nom de Terrassa. Tarrasa, 1975.
- Roma y las iglesias particulares en la concesión del palio a los obispos y los arzobispos de Occidente. Madrid, 1978.
- El convent i la parròquia de Sant Agustí de Barcelona. Notes històriques. Barcelona 1979.
- La Seu d'Ègara en els segles VII- IX: “Contribució a la Història de l'Església catalana”. Montserrat, 1981.
- La Catedral de Barcelona. Barcelona, 1986 (9 idiomas).
- Catàleg Monumental de l'Arquebisbat de Barcelona. Vallès Oriental. Vol. I/1 y Vol I/2. Barcelona, 1981.
- Ponç de Gualba, Obispo de Barcelona. Visitas pastorales y Registro de Comunes. Vol. I. Roma 1983.
- Processos de l'Arxiu Diocesà de Barcelona. Barcelona, 1984.
- Diplomàtica pontifícia. Madrid, 1985.
- Guia de los archivos y la bibliotecas de la Iglesia en España. 2 vols. León, 1985.
- Archivística eclesiàstica. Madrid, 1986.
- Els Josepets: Història de la parròquia de Ntra. Senyora de Gràcia i Sant Josep. Barcelona 1986.
- Història de l'Església Antiga i Medieval. Barcelona, 1990.
- (prólogo)La parròquia de Sant Joan de Gràcia i el seu entorn. Xavier Bastida i Canal. Gerona.
- Gregorio Modrego Casaus, bisbe XXXV Congrés Eucarístic Internacional de Barcelona. Barcelona, 2002 (ediciones en catalán y castellano).
- Oleguer, servent de les esglésies de Barcelona i Tarragona. Barcelona, 2003.
- Barcelona i Ègara- Terrassa. Història primerenca fins l'alta edat mitjana de les dues esglésies diocesanes. Barcelona 2004.
- Historia de los cónclaves y del papado. Barcelona 2005.
- La Inquisición y el falso cardenal de Borbón. El español que burló al imperio napoleónico. Barcelona. 2005.
- Catàleg Monumental de l'Arquebisbat de Barcelona. Barcelona. Santa Teresa de l'Infant Jesús. Vol VI/3. Barcelona, 2006.
- Catàleg Monumental de l'Arquebisbat de Barcelona. Vallès Oriental.  Parròquia de Santa Agnès de Malanyanes. Vol I/3. Barcelona, 2007.
- El martiri dels temples a la diòcesi de Barcelona (1936- 1939). Barcelona, 2008.
- Sacràlia. Diccionari del catalogador de patrimoni cultural. Barcelona, 2009.
- Els béns culturals i l'església. Itinerari d'una experiència viscuda a l'Arxiu i Museu diocesans de Barcelona. Barcelona, 2010.
- La Catedral de Barcelona, Història i històries. Barcelona 2010.
- Els papes i la Diòcesi de Barcelona. Episodis històrics. Barcelona, 2010.
- (dirección y colaboración). Lourdes 100 anys d'hospitalitat. Barcelona 2010.
- (colaboración). De Goya a nuestros días. Barcelona, 2011.
- (col·laboración). Album de Pompeia de Bernardino Montañés. Barcelona, 2012.
- Gaudí, el genio, el santo y nuestro emblema. Madrid, 2012.
- Patrimonio cultural del Arzobispado de Barcelona. Promemoria. Barcelona, 2013.
- Sacralia Antiqua. Barcelona, 2013.
- Sant Adrià, mil anys fent camí. Barcelona, 2013.
- Les pellofes, antecedents, context i evolució històrica i econòmica. Barcelona, 2014.
- MARTÍ BONET, JOSEP M.; JUNCÀ, JOSEP M. El cardenal Sala. Història d'una tragèdia. Barcelona, 2014
- Caminaré en presencia del señor. Peregrinación a Roma y a Asís. Barcelona, 2014.
- El martirio de los templos II. Año 1938: "Desbarajuste en los juzgados catalanes". Barcelona 2014.
- Sacra Antiqua. Diccionario ilustrado de términos del patrimonio artístico cultural de la iglesia. Barcelona 2015.
- El clergat diocesà de Barcelona. Índex i context. Barcelona, 2015.
- El Museu Diocesà de Barcelona. Edifici, història, exquisida mostra i les seves 200 exposicions. Barcelona, 2015.
- Què sabem en realitat de Gaudí? Evocacions. Barcelona, 2015.
- Visites pastorals a la diòcesis de Barcelona (1303-1938). Barcelona, 2015.
- Història i art de l'església catalana. Barcelona, 2015.
- Capells i capes, un enigmàtic afer de la corona i la mitra. Barcelona, 2015